# Iglesia de Moisés y Aarón
La Iglesia de Moisés y Aarón (en neerlandés: Mozes en Aäronkerk)  es un edificio religioso católico en el barrio de Ámsterdam de Waterlooplein, oficialmente la Iglesia Católica de San Antonio de Padua (Sint-Anthoniuskerk). Originalmente una iglesia clandestina,  fue gestionada por los padres franciscanos en una casa en Jodenbreestraat, donde una tablas de Moisés y Aaron  fueron colgados en la pared. En 1970, la iglesia actual fue designado como un monumento de patrimonio cultural (Rijksmonument) de los Países Bajos.
La iglesia fue decorada por dentro y por fuera, incluyendo una nueva fachada, en 1759. Sin embargo, se mantuvo oculta con dos casas hasta principios del siglo XIX, cuando las prohibiciones en contra de la Iglesia Católica fueron finalmente levantadas. Fue reemplazada entre 1837 y 1841 por un edificio más grande y más amplio en el mismo sitio.